# Сао Жозе дос Кампос
Сао Жозе дос Кампос е град и община в щата Сао Пауло, Югоизточна Бразилия. Населението на общината е 627 544 жители (2010 г.), а площта ѝ 1099,60 кв. км. Намира се на 80 км от градовете Сао Пауло и на 320 км от Рио де Жанейро, на 660 м н.в. Най-много валежи падат между ноември и март, около 72% от годишните. Средната годишна температура е 20 градуса по Целзий. Главната квартира на бразилския Национален институт за космически изследвания се намира в града.